# 蘇米德羅峽谷國家公園
16°49′54″N 93°05′38″W / 16.83167°N 93.09389°W

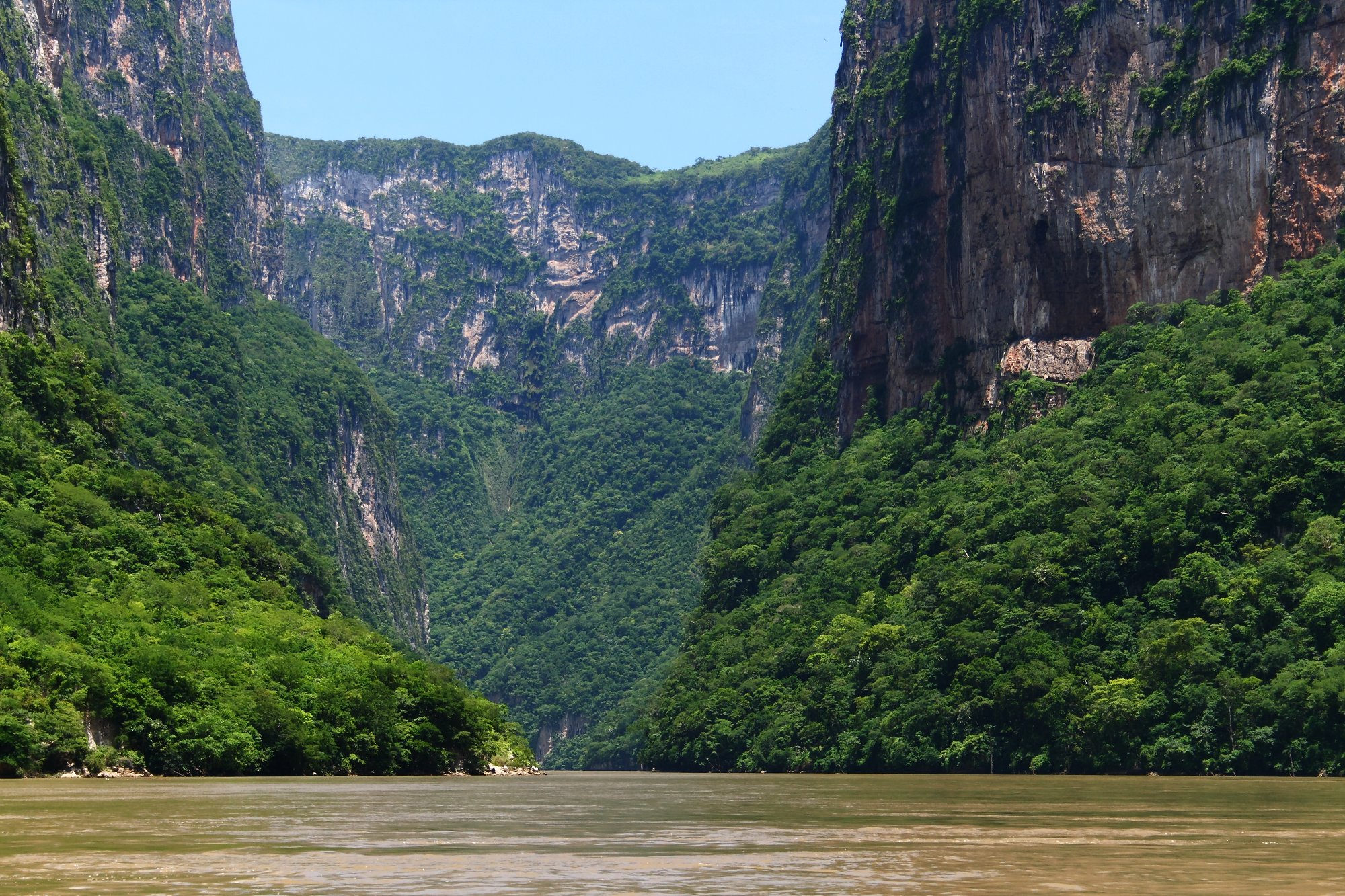

蘇米德羅峽谷國家公園是墨西哥的國家公園，由恰帕斯州負責管轄，毗鄰圖斯特拉－古鐵雷斯，始建於1980年12月8日，面積218平方公里，受溫帶半濕潤氣候影響。

## 外部連結
- Información general sobre el parque nacional